# Kalle Selander
Karl Henrik Selander, känd som Kalle Selander, född 20 juni 1966 i Lidköping i dåvarande Skaraborgs län, är en svensk underhållare, regissör, manusförfattare, radioprogramledare, föreläsare och kommunal tjänsteman.
Selander ledde teatergruppen ComediCompagniet och har skrivit manus och regisserat mer än 20 större uppsättningar med densamma. Huvudinriktningen är komedier, revyer, farser och krogshower. Ett urval av dessa är Mord och Röda Mustascher, Slott till salu, Herr Maj-britts Äggröra, Spiken i Kistan, Par i parasiter, Svampengalan, Går det så går det, Comedicompagniet på Storan, Comedicompagniet Live, Kalles Jul, Kalles Kalas, Kalles Julgodis, Rock'n Roll Party.
Selander har under 13 år medverkat som fast panelmedlem i SR P4s Tyckarna samt skrivit hundratals radiokrönikor för P4 och UR. Var även en av programledarna i komikprogrammet Kycklig med sallad som gick i P4 riks. Selander har varit programledare i fredagssatsningen "Fredagsfabriken" i p4.
Selander är föreläsare och talar bland annat över ämnet "Glimten i ögat - vikten av att våga vara snäll". Han är även anlitad som konferencier och moderator på olika arrangemang.
Han arbetar sedan 2016 som utvecklingschef på Karlskoga kommun , innan dess landsbygdsstrateg på Örebro kommun. Han avslutade sin tjänst på Karlskoga kommun 2022.  
Kalle Selander var tidigare gift med Lena Granlund Selander (född 1973).  Kalle Selander bor i Garphyttan, Örebro.